# 真实社交
，又譯真相社交，是由特朗普媒体与科技集团（TMTG）所推出的另类科技社群媒體平臺，於2022年2月21日上線。

## 背景
在2021年美国国会大厦遭冲击事件之后，唐纳德·特朗普的Facebook和Twitter账号皆被封禁，因此他决定创立自己的社群媒体。
同年5月，特朗普曾创立自己个人的网站平台，但是仅仅维持了一个月就关闭了。
2021年10月20日，特朗普媒体与科技集团發表聲明，宣佈該平台將於2021年11月上架iOS進行測試，並於2022年正式公開發佈。
2022年2月21日，Truth Social於iOS上架，曾衝擊App Store免費應用榜單第一名。10月12日，Truth Social上架Google Play。

## 營運

### 技術
Truth Social是基於開源去中心化分散式微部落格社群網路Mastodon所建立的分支，支援網頁和應用程序。
然而，Truth Social使用Soapbox的网站前端开发技術，並非Mastodon原裝。
Truth Social當初委托RightForge支援其硬體配套，其後在2022年改爲使用Rumble的相關服務，同時運用Hive的人工智能審核系統和Cloudflare的內容傳遞網路。

### 内容審核
Truth Social聲稱其平台不會進行政治審查，容許言論自由，也不會以政治思想爲理由，歧視任何用戶。
Truth Social最初的使用條款，訂明公司不會「為平台任何用戶的内容的準確性、冒犯性和可靠性負責」，同時禁止用戶損害網站和公司的聲譽；否則該賬戶可能遭到停用，用戶也可能需要負上法律責任；該條文在2022年尾被移除。

## 爭議

### 開放源代碼
在2021年10月21日，軟件自由保護組織懷疑Truth Social沒有開放其源代碼，違反了Mastodon的許可證要求。
在經過Mastodon的創辦人Rochko和Truth Social交涉後，Truth Social在11月12日，以ZIP格式於網站公開其源代碼，在GitHub的源代碼，則為其他人上載。

### 審核系統
Truth Social雖然其平台容許言論自由，其行爲卻違反了自身的承諾；根據Public Citizen在2022年8月的報告，Truth Social會秘密屏蔽和其價值觀不同的用戶的内容，在審核内容方面比Twitter更嚴重，造成迴聲室效應。